# Governació de Latakia
La governació o muhàfadha de Latakia (àrab: محافظة اللاذقية, muḥāfaẓat al-Lāḏiqiyya) és una de les catorze governacions o muhàfadhes que conformen l'organització politicoadministrativa de la República Àrab de Síria.
La Governació de Latakia està situada a la part nord-oest del país. Limita amb les governacions d'Idlib, Tartus, Hama, i amb la República de Turquia. La capital d'aquesta governació és la ciutat de Latakia. Té una superfície de 2.297 quilòmetres quadrats i una població de 943.000 habitants (estimacions del 2007). La densitat poblacional d'aquesta província siriana és de 410,53 habitants per cada quilòmetre quadrat de la governació.